# هاسيندا نابوليز
هاسيندا نابوليز (بالإسبانية: Hacienda Nápoles)‏ (وتعني "عقارات نابولي") وهي مباني فاخرة بناها وامتلكها بارون المخدرات الكولومبي الشهير بابلو إسكوبار، وتقع في بويرتو تريونفو في إدارة أنتيوكيا الكولومبية، تبعد 150 كم تقريبا شرق ميديلين و 249 كم شمال غرب بوغوتا. وهي تغطي حوالي 20 كيلومترا مربعا من الأراضي.
علاوة على أنها تحتوي على منزل راقي فيها أيضا منزل استعماري وحديقة منحوتات وحديقة حيوانات متكاملة من مختلف القارات، فيها الأفيال والطيور الغريبة والزرافات وفرس النهر. كما أن إسكوبار خطط لبناء قلعة على الطراز اليوناني بالقرب منها، لكنه لم ينتهي من بنائها.
بعد وفاة اسكوبار في عام 1993، تم هدم أو تجديد عدد من المباني الأصلية لاستخدامات أخرى.